# 김명자
김명자(金明子, 1944년 7월 13일)는 대한민국의 정치인이다. 제17대 국회의원을 지냈다. 서울 출생이다.

## 주요 이력
환경부장관(1999-2003)으로 ‘헌정 최장수 여성 장관’, ‘국민의 정부 최장수 장관’의 기록을 세웠고, 법적 근거에 의한 정부 부처 업무 평가에서 환경부를 제1회, 2회 연속 최우수 부처로 이끌었다. 17대 비례대표 국회의원(2004-2008)으로 여성 최초로 국회윤리특별위원장을 역임하고, 여성이 드문 국방위원회 상임위원회에서 최초로 여성의원으로 간사를 지냈고, 한미의원협회 회원, 한일의원연맹 고문, 최초의 여성의원으로 아시아정당국제회의 공동조직위원장을 지냈다. 2016년에는 한국과학기술단체총연합회 50년 역사상 최초의 여성 회장으로 선출되어 조직 개편과 300여회의 정책 포럼 개최 등 공공과 민간을 아우르는 탁월한 리더십을 발휘했다. 『팬데믹과 문명』, 『산업혁명으로 세계사를 읽다』, 『과학혁명의 구조』, 『21세기의 새로운 세계관 엔트로피』 등의 저역서를 통해 과학기술의 대중화에 독보적인 기여를 하고 있다. 남녀를 통틀어 선도적인 리더십을 발휘한 공로를 인정받아 90년대부터 1994년 대한민국 과학기술상진흥상 대통령상, 2002년 제1회 닮고 싶고 되고 싶은 과학기술인상, 2004년 청조근정훈장, 2015년 과학기술훈장 창조장(1등급), 2015년 제25회 자랑스러운 서울대인상 등을 수상했다.

## 가족
1996년 이혼한 최동식 (화학자)와 사이에서 3자녀를 둠. 환경부 장관 지명 당시 남편이 있는 것처럼 거짓으로 말해 구설에 오르기도 했다.

## 학력
- 1956년 3월 ~ 1959년 2월 : 경기여자중학교 졸업
- 1959년 3월 ~ 1962년 3월 : 경기여자고등학교 졸업
- 1962년 3월 ~ 1966년 2월 : 서울대학교 문리과대학 화학 학사
- 1966년 3월 ~ 1971년 8월 : 미국 버지니아 주립대학교 대학원 화학 석사, 박사

## 약력
- 2023.05 ~ 현재 : 카이스트 이사장
- 국민통합위원회 고문단
- 케이정책플랫폼 자문위원
- 2021.03 ~ 현재 : 서울대학교 총동창회 상임부회장
- 2021.03 ~ 현재 : 효성 이사회 의장
- 2020.08 ~ 현재 : 한국건설기술인협회 자문위원
- 2020.07 ~ 현재 : 한국과학기술단체총연합회 명예회장
- 2020.07 ~ 현재 : 그린뉴딜 유망기업 100 선정위원장
- 2020.03 ~ 현재 : (사)서울국제포럼 회장
- 2020.02 ~ 현재 : 서울대학교 총장자문위원회 위원
- 2020.02 ~ 현재 : 중앙일보 객원기자
- 2019.12 ~ 현재 : 과학기술정책연구원(STEPI) ODA 자문위원장
- 2019.10 ~ 현재 : 한국유전자교정학회 고문
- 2019.08 ~ 현재 : 아산사회복지재단 아산상 운영위원장
- 2019.03 ~ 현재 : 한국국제협력단(KOICA) 자문위원
- 2018.12 ~ 현재 : 4차산업혁명융합법학회 고문
- 2018.10 ~ 현재 : 아시아인프라투자은행(AIIB) 국제자문관
- 2018.04 ~ 현재 : 제4대 한국환경한림원 이사장
- 2018.03 ~ 현재 : 지속가능발전기업협의회(KBCSD) 명예회장
- 2017.11 ~ 2019.11 : 국민안전안심위원회(국무총리 자문기구) 위원
- 2017.09 ~ 현재 : (주)효성 사외이사
- 2017.06 ~ 현재 : 홍릉포럼 이사장
- 2017.02 ~ 2020.02 : 제19대 한국과학기술단체총연합회 회장
- 2016.06 ~ 2015.05 : 민주평화통일자문회의 자문위원(상임고문)
- 2016.03 ~ 2018.03 : 제2대 지속가능발전기업협의회(KBCSD) 회장
- 2015.11 ~ 현재 : 유민문화재단 이사
- 2014.01 ~ 현재 : 한국여성과학기술단체총연합회 명예회장
- 2013.06 ~ 현재 : 한국여성의정 이사
- 2013.12 ~ 2016.02 : 한국여성과학기술인지원센터(WISET) 이사장
- 2013.08 ~ 현재 : UNSDSN(지속가능발전해법네트워크) Korea Foum 공동대표
- 2013.08 ~ 현재 : 아시아정당국제회의(ICAPP)특별회의 자문위원장(여성리더십과 역량강화)
- 2013.07 ~ 2017 : GS칼텍스 자문위원
- 2013.07 ~ 2015 : 한국개발연구원(KDI) KSP 수석고문
- 2013.06 ~ 2015.06 : 한국의정여성포럼 이사
- 2013.06 : 아산사회복지재단 이사
- 2013.06 ~ 현재 : 김대중노벨평화상기념관재단법인 이사
- 2013.03 ~ 2015.12 : 한국여성과학기술인지원센터(WISET) 이사
- 2013.03 ~ 2014.05 : 벨기에 Ghent University Korea(송도캠퍼스) 이사
- 2012.11 ~ 2013.05 : 한국수력원자력 원자력정책자문위원
- 2012.08 ~ 2018 : 녹색소비자연대 고문
- 2012.06 ~ 2014.12 : 아산정책연구원 핵정책기술센터 자문위원
- 2012.05 ~ 현재 : 아시아투데이 고문
- 2012.02 ~ 2014 : 한국여성단체협의회 정책자문위원
- 2012.01 ~ 2013 : (사)한국여성과학기술단체총연합회 회장
- 2011.08 ~ 2013.12 : 2018 평창동계올림픽지원범국민협의회 공동의장
- 2011.08 ~ 2018 : (사)맥지청소년사회교육원 고문
- 2011.04 ~ 현재 : 대한민국 헌정회 이사
- 2011.04 ~ 현재 : (사)지속가능과학회 고문
- 2011 ~ 2017 : 과학문화융합포럼 고문
- 2010.05 ~ 2013.12 : 여성가족부 여성정책 자문위원(총괄 자문위원)
- 2010.04 ~ 현재 : (사)김대중 평화센터 이사
- 2009.12 ~ 현재 : (사)아시아정당국제회의(ICAPP) 사무국 감사
- 2009.04 ~ 2012.02 : 두산 사외이사
- 2009.03 ~ 2017 : 한중일 30인위원회 한국측 대표위원
- 2009.02 ~ 2012 : (사)4월회 부회장
- 2009.01 ~ 현재 : 유민문화재단 홍진기 창조인상 심사위원
- 2009.01 ~ 2009.06 : 동아일보 객원논설위원
- 2008.10 ~ 2011 : 저탄소 녹색성장 국민포럼 공동의장
- 2008.09 : KAIST 초빙특훈교수
- 2008.09 ~ 현재 : KAIST 총장 자문위원회(PAC) 위원
- 2008.08 ∼ 2017.02 : (사) 그린코리아21포럼 이사장
- 2008.06 : 한국로하스협회 회장
- 2008.03 ~ 2010.12 : 탄소정보 공개프로젝트(CDP) 한국위원회 위원장
- 2008.02 ~ 현재 : (재) 아산정책연구원 이사
- 2007.02 ~ 2008.02 : 과학기술원로정책자문위원 (과학기술부총리)
- 2006.07 ∼ 2008 : 한국수자원공사 지속가능경영자문회의 위원장
- 2006.04 ∼ 2008.05 : 17대 국회 FTA 포럼 대표의원
- 2005.09 ∼ 2006.04 : 친환경상품진흥원 이사장 (환경부)
- 2005.08 : 아시아정당국제회의 (ICAPP) 조직위원장
- 2004.11 ∼ 2008.05 : 국회 한․미의원외교협의회 회원
- 2004.11 ∼ 2008.05 : 국회 한일의원연맹 고문
- 2004.05 ∼ 2008.05 : 제17대 국회의원 (국회 윤리특별위원장, 국방위원회 간사)
- 2004.03 ∼ 2021.03 : 서울대학교 총동창회 부회장
- 2003.06 ∼ 2010 : 아시아ㆍ태평양환경-개발포럼(APFED) 한국대표
- 2003.06 ∼ 2004.05 : 서울대학교 자연과학대학 최고자문위원
- 2003.09 ∼ 2004.08 : 명지대 석좌교수
- 2003.06 ∼ 2004.05 : 정책기획위원회 위원 (대통령 자문기구)
- 2003.05 ∼ 2004.05 : 국민경제자문회의 위원 (대통령 자문기구)
- 2003.05 ∼ 2004.05 : 동북아경제중심추진위원회 위원 (대통령 직속)
- 2003.03 ∼ 2004.02 : 서울대 기술정책대학원과정 CEO 초빙교수
- 2003.04 ∼ 2004.04 : KBS 객원해설위원
- 1999.06 ∼ 2003.02 : 제7대 환경부 장관 (제1회, 2회, 2001, 2002년 정부부처업무평가 최우수부처 대통령 표창)
- 1999.03 ∼ 1999.06 : 국가과학기술위원회 민간위원 (위원장 대통령), 당연직위원 (1999.6-2003.2)
- 1999.02 ∼ 1999.06 : 기초기술연구회 이사 (국무총리실)
- 1998.12 ∼ 1999.06 : 산업기술발전심의회위원 (산업자원부)
- 1997.11 ∼ 1999.02 : 한국교육과정평가원 이사 (교육부)
- 1997.07 ∼ 1999.07 : 교육과정심의회 위원 (교육부)
- 1997.07 ∼ 1999.06 : 한국여성단체협의회 환경위원, 소비자보호연구위원 (1988.5 ~ 1999.6)
- 1997.05 ∼ 1999.06 : 국가과학기술자문위원 (대통령 자문기구)
- 1997.03 ∼ 1999.06 : UNESCO 한국위원
- 1997 ∼ 1998 : 여성정책심의위원 (위원장 국무총리)
- 1996.11 ∼ 1998.10 : 중앙교육심의회위원 (교육부장관 자문회의)
- 1996.07 ∼ 1998.10 : 녹색소비자연대 공동대표 / 이사
- 1996.03 ∼ 1999.06 : 경제정의실천시민연합 환경정의시민연대 이사, 지도위원, 중앙위원
- 1995.07 ∼ 1999.06 : 한국대학교육협의회 편집자문위원, 편집자문위원장 (97.8- 99.6)
- 1994.11 ∼ 현재 : (사) 한국과학기술한림원 종신회원, 창립정회원, 정책연구위원
- 1994.03 ∼ 1995.12 : 2010 과학기술장기계획위원회위원 (과학기술처)
- 1992.05 ∼ 1999.06 : KBS 객원해설위원
- 1991.07 ∼ 1993 : 과학기술국민이해협의회 자문위원 (과학기술처)
- 1991.06 ∼ 1999.06 : 민주평화통일정책자문위원 (대통령 자문기구)
- 1989.03 ∼ 1989.07 : 일본 동경이과대학 객원연구원
- 1980.03 ∼ 1988.02 : 서울대 문리대, 자연대 강사
- 1980 ∼ 현재 : 한국科學史학회 회원 (부회장 1990. 11 ∼1998. 11)
- 1974.03 ∼ 1999.06 : 숙명여대 이과대학 교수 (이과대학장 ‘91.3-’93.12)
- 1972.03 ∼ 1974.02 : 서울대 문리대, 자연대 강사

## 수상
- 2015.10 : 제25회 자랑스러운 서울대인
- 2015.04 : 제48회 과학의 날 과학기술훈장 창조장(1등급)
- 2014.01 : 제3회 서울대학교 자랑스러운 자연대인
- 2004.08 : 청조근정훈장
- 2002.09 : 제1회 닮고 싶고 되고 싶은 과학기술인상
- 1994.04 : 제27회 대한민국 과학기술상 진흥상 대통령상 수상

## 역대 선거 결과
| 실시년도 | 선거   | 대수 | 직책     | 선거구   | 정당       | 득표수       | 득표율          | 순위         | 당락 | 비고 |
| -------- | ------ | ---- | -------- | -------- | ---------- | ------------ | --------------- | ------------ | ---- | ---- |
| 2004년   | 총선   | 17대 | 국회의원 | 비례대표 | 열린우리당 | 8,145,824 표 | \| \| 38.26% \| | 비례대표 3번 |      | 초선 |
|          | 38.26% |      |          |          |            |              |                 |              |      |      |